# Georges Doriot
Georges Frédéric Doriot (24 tháng 9 năm 1899 - tháng 6 năm 1987) là người Mỹ gốc Pháp được biết đến với sự nghiệp thành công trong nhiều lĩnh vực bao gồm kinh doanh, giáo dục, quân sự và nghiên cứu.  Ông nguyên là Hiệu phó và Giáo sư về Sản xuất công nghiệp tại Trường Kinh doanh Harvard, và người sáng lập của Trường kinh doanh INSEAD, hai trường hàng đầu trong lĩnh vực kinh doanh.
Trong Chiến tranh thế giới thứ hai, ông tham gia Binh chủng Hậu cần trong quân đội Hoa Kỳ và được thăng hàm tới Chuẩn Tướng trước khi rời ngũ.
Năm 1946, ông thành lập American Research and Development Corporation, công ty đầu tư mạo hiểm đầu tiên trên thế giới, mang về cho ông danh xưng "cha đẻ của chủ nghĩa đầu tư mạo hiểm".

## Tiểu sử

### Thanh niên, giáo dục và binh nghiệp
Doriot được sinh ra tại Paris, Pháp vào năm 1899, cho Berthe Camille Baehler và Auguste Doriot, người lái mô tô tiên phong, tay đua, kỹ sư, giám đốc nhà máy, đại lý và nhà sản xuất xe hơi (chủ sở hữu của DFP). Doriot nhập ngũ vào quân đội Pháp năm 1920. Ông di cư đến Mỹ để lấy bằng MBA tại Trường Kinh doanh Harvard tuy nhiên ông bỏ ngang để theo đuổi sự nghiệp trong ngành ngân hàng. Nhiều năm sau, ông được Hiệu trưởng của Trường Kinh doanh Harvard Wallace B. Donham mời ở lại làm hiệu phó (assistant dean) vào năm 1925 và sau đó trở thành Phó giáo sư về Quản lý Công nghiệp vào năm 1926, nơi ông tiếp tục ở lại nghiên cứu và giảng dậy trong 40 năm tiếp theo.
Ông trở thành công dân Hoa Kỳ năm 1940 và năm tiếp theo được phong hàm trung tá tại Hoa Kỳ Quân đoàn trưởng quân đoàn. Với tư cách là Giám đốc Phòng Kế hoạch Quân sự của Binh chủng Hậu cần Quân đội Hoa Kỳ, ông đã làm việc về nghiên cứu, phát triển và lập kế hoạch quân sự, cuối cùng được thăng cấp tới Chuẩn Tướng trước khi rời quân ngũ.

### Nhà giáo dục
Năm 1930, Doriot đồng sáng lập CPA - Center de Perfectionnement aux Affaires - trở thành một phần của HEC Paris vào năm 2002, sau đó đổi tên thành HEC Paris executive MBA, trên thực tế là một trong những chương trình MBA cho lãnh đạo doanh nghiệp lâu đời nhất trên thế giới.
Năm 1957, Doriot thành lập trường kinh doanh INSEAD cùng với một nhóm cựu sinh viên MBA Harvard. Ngày nay INSEAD là một trong những trường kinh doanh hàng đầu trên thế giới.

### ARDC và cha đẻ của lĩnh vực đầu tư mạo hiểm
Năm 1946, Doriot trở lại Harvard và cùng năm đó ông thành lập American Research and Development Corporation (ARDC), một trong hai công ty vốn đầu tư mạo hiểm đầu tiên, cùng với Ralph Flanders và Karl Compton, cựu chủ tịch của MIT, để khuyến khích khu vực tư nhân đầu tư vào các doanh nghiệp do những cựu quân nhân từ Thế chiến thứ hai điều hành. Điều khiến ARDC đặc biệt chính là quỹ này không chỉ đầu tư tiền từ các  gia đình giàu có, mặc dù cũng có một số nhà đầu tư vào quỹ là những yếu nhân.
ARDC được biết đến với thương vụ đầu tư mạo hiểm thành công lớn đầu tiên là khoản đầu tư 70.000 đô la vào năm 1957 của họ vào Digital Equipment Corporation (DEC). Khoản đầu tư này có giá hơn 38 triệu đô la sau khi DEC lên sàn chứng khoán vào năm 1968 (đại diện cho lợi nhuận hơn 500 lần số tiền đầu tư ban đầu và tỷ lệ hoàn vốn hàng năm là 101%). Cho đến khi qua đời, Doriot vẫn là bạn với Ken Olsen, người sáng lập Digital.
ARDC tiếp tục đầu tư cho đến năm 1971 với việc Doriot nghỉ hưu. Năm 1972, Doriot hợp nhất ARDC với Textron sau khi đầu tư vào hơn 150 công ty. Vì vai trò của mình trong việc thành lập ARDC Doriot thường được gọi là "cha đẻ của chủ nghĩa đầu tư mạo hiểm".